# 17歳の塔
『17歳の塔』（じゅうななさいのとう）は、藤沢もやしによる日本の漫画作品。『ハツキス』（講談社）にて、2015年7月号より2016年11月号まで連載された。この作品のプロローグにあたる読切「ファムファタルと昼食を」は単行本第1巻に収録されている。
単行本第1巻が発売する際に高橋留美子から絶賛コメントを貰った。

## 登場人物
高瀬理亜
小田嶋美優

## 書誌情報
- 藤沢もやし『17歳の塔』講談社〈KCKiss〉全2巻

1. 2016年4月7日発売[2]、ISBN 978-4-06-380850-6
2. 2016年12月7日発売[3]、ISBN 978-4-06-380897-1